# Дорошовка (Николаевская область)
Дорошовка (укр. Дорошівка) — село в Вознесенском районе Николаевской области Украины.
Основано в 1795 году. Население по переписи 2001 года составляло 2083 человек. Почтовый индекс — 56570. Телефонный код — 5134. Занимает площадь 3,564 км².

## История
В 1946 году указом ПВС УССР село Арнаутовка переименовано в Дорошовку.

## Местный совет
56570, Николаевская обл., Вознесенский р-н, с. Дорошовка, ул. Ленина, 65, тел. 3-30-44 94-1-69

## Известные люди
- В селе родился Свирепкин, Павел Михайлович — Герой Советского Союза.